# La Chapelle-Bertrand
La Chapelle-Bertrand ist eine französische Gemeinde mit 456 Einwohnern (Stand: 1. Januar 2022) im Département Deux-Sèvres in der Region Nouvelle-Aquitaine (zuvor Poitou-Charentes). Die Gemeinde gehört zum Arrondissement Parthenay und zum Kanton Parthenay.

## Geographie
La Chapelle-Bertrand liegt etwa sechs Kilometer südöstlich von Parthenay.

### Nachbargemeinden
Umgeben wird La Chapelle-Bertrand von den Nachbargemeinden La Peyratte im Norden, Saurais im Osten, Saint-Martin-du-Fouilloux im Südosten, Beaulieu-sous-Parthenay im Süden, Pompaire im Westen sowie Parthenay im Nordwesten.

## Bevölkerungsentwicklung
| Jahr                      | 1962 | 1968 | 1975 | 1982 | 1990 | 1999 | 2006 | 2013 |
| Einwohner                 | 461  | 452  | 350  | 402  | 404  | 401  | 482  | 492  |
| Quelle: Cassini und INSEE |      |      |      |      |      |      |      |      |

## Verkehr
Am Nordrand der Gemeinde führt die Route nationale 149 entlang.

## Sehenswürdigkeiten
- Kirche Saint-Saturnin
- Schloss, seit 1929/1991 Monument historique
- Schloss La Touche-Ory aus dem 17. Jahrhundert

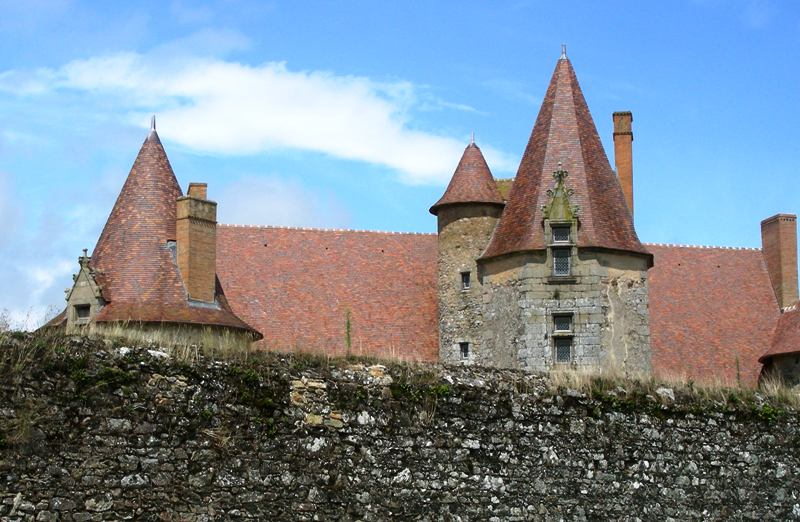
Schloss

- Schloss La Rouillère